# تیت تومسالو
تیت تومسالو (استونیایی: Tiit Toomsalu؛ زادهٔ ۲۱ نوامبر ۱۹۴۹) سیاست‌مدار و نماینده سابق مجلس اهل استونی است. وی از سال ۱۹۹۶ تا ۲۰۰۴ رهبر حزب چپ استونی بوده‌است.